# San Cristóbal de La Laguna-katedrális
A San Cristóbal de La Laguna-katedrális (spanyolul: Catedral de San Cristóbal de La Laguna) vagy Nuestra Señora de los Remedios-katedrális (spanyol: Catedral de Nuestra Señora de los Remedios) a San Cristóbal de La Laguna-i egyházmegye (más néven Tenerifei egyházmegye) székhelye, amely San Cristóbal de La Laguna városában található. (Tenerife, Kanári-szigetek, Spanyolország). San Cristóbal de la Laguna óvárosa, benne a székesegyházzal 1999 óta a világörökség része.
Az 1511-ben emelt kápolna helyén egy ősi guancs nekropolisz terült el. 1515-ben ugyanarra  helyre nagyobb templomot építettek. A templomot 1819-ben VII. Piusz pápa emelte székesegyházi rangra. A homlokzat építése 1820-re nyúlik vissza, míg a székesegyház jelenlegi szerkezete 1904 és 1915 között épült. Az épület 2002 és 2014 között teljes felújításon esett át.